# Rotzügelsittich
Der Rotzügelsittich (Pyrrhura picta), auch als Blaustirn-Rotschwanzsittich bezeichnet, ist eine neotropische Papageienart aus der Gattung der Rotschwanzsittiche (Pyrrhura). Neben der Nominatform Pyrrhura p. picta werden vier Unterarten unterschieden.

## Merkmale
Der Rotzügelsittich erreicht je nach Rasse eine Größe von 20 bis 22 cm. Die Flügellänge beträgt 104 bis 130 mm. Das Gefieder ist allgemein grün. Oberhalb des Schnabels befindet sich ein schmales bräunlich-rotes Band. Die Zügel und Wangen sind rötlich-braun. Der untere Wangenbereich weist eine bläuliche Tönung auf. Die Stirn und die Vorderseite des Scheitels sind blau. Die Hinterseite des Scheitels, der Kopf und der Nacken sind dunkelbraun. Die Ohrdecken sind bräunlich-weiß. Die Halsseiten, die Kehle und die Oberbrust sind graubraun. An der Brust geht die Färbung ins Bräunliche über, wobei jede Feder eine weißliche bis stumpf gelbliche Umrandung ausweist und der Brust ein zackenförmiges Muster verleiht. Am Nacken ist ein variables blaues Band zu erkennen. Unterbauch, Hinterrücken und die Oberschwanzdecken sind rötlichbraun. Der Flügelbug ist rot. Die Handdecken und die Außenfahne der Handschwingen sind blau. Die Schwanzoberseite ist bräunlich-rot mit einer grünen Basis. Die Schwanzunterseite ist stumpf bräunlich-rot. Um die braune Iris verläuft ein grauer Augenring. Die Füße sind grau, der Schnabel ist dunkelgrau. Bei den immaturen Vögeln ist das Gefieder stumpfer und der Flügelbug ist grün mit wenigen roten Federn.

## Unterarten und ihre Verbreitung
- Die Nominatform kommt in Venezuela vom Amacuro-Delta südlich bis in die Provinz Bolivar, in Brasilien in den Bundesstaaten Amazonas, Amapa und Pará sowie in Guyana, Surinam und Französisch-Guyana vor.
- Der Magdalenasittich (Pyrrhura p. caeruleiceps) kommt im Perijá-Gebirge, in Cesar und in Norte de Santander im nordöstlichen Kolumbien vor. Wird von manchen Autoren als eigenständige Art betrachtet.
- Der Azuero-Sittich (Pyrrhura p. eisenmanni) ist auf der Azuero-Halbinsel in Panama endemisch. Wird von manchen Autoren als eigenständige Art betrachtet.
- Der Jaraquiel-Sittich (Pyrrhura p. subandina) war auf das untere Sinú-Tal in Kolumbien beschränkt. Wird von manchen Autoren als eigenständige Art betrachtet.
- Emmas Weißohrsittich (Pyrrura p. emma) kommt in Venezuela vor. Wird von manchen Autoren als eigenständige Art betrachtet.

## Lebensraum
Der Rotzügelsittich bewohnt Terra-Firme-Regenwälder (Wälder, die nicht regelmäßig überflutet werden), Varzeá-Wälder (Auenwälder) und das angrenzende offene Land. Gewöhnlich ist er in 600 m Höhe anzutreffen. In Peru und Kolumbien findet man ihn in Höhenlagen zwischen 1.200 und 2.000 m.

## Lebensweise
Der Rotzügelsittich lebt paarweise oder außerhalb der Brutsaison in Gruppen von 5 bis 12 Individuen. Gelegentlich ist er in Vergesellschaftung mit dem Rotbauchsittich (Pyrrhura perlata) und dem Braunkinnsittich (Brotogeris chrysoptera) auf den Futterbäumen oder den Lehmbänken zu beobachten. Er bevorzugt dichte, hohe Bäume. Der Rotzügelsittich ist nicht standorttreu und bleibt nie lange am selben Ort. Trotz seiner auffälligen Stimme ist er auf Grund seiner dunklen Erscheinung im Laub nur schwer auszumachen. Zum Baden oder Trinken sucht er regelmäßig Wasserstellen auf oder er geht auf den mineralhaltigen Böden der Lehmbänke oder der Flussbänke im Regenwald auf Nahrungssuche. Er ist nicht besonders scheu und wenn er aufgeschreckt wird, fliegt er mit lauten Klagen davon. Der Flug ist schnell und direkt. Der Kontaktruf ist ein lautes peeah und während der Nahrungssuche ist ein raues kleek-kleek zu vernehmen.
Die Nahrung besteht aus Früchten, Beeren, Blüten, Samen sowie Insekten und deren Larven. Gelegentlich bereichern Algen das Nahrungsangebot. In Panama und Kolumbien ist die Brutzeit von März bis Juni, in Surinam von Februar bis April und in Brasilien und Bolivien von Juli bis Dezember. Das Nest wird in hohlen Ästen oder Baumhöhlen errichtet. Das Gelege besteht aus drei bis vier Eiern, die 25,5 × 19,1 mm messen. Die Jungvögel verbringen noch einige Zeit mit den Eltern, nach dem sie das Nest verlassen haben.

## Status
Abgesehen von den kolumbianischen Rassen und dem Azuero-Sittich ist der Rotzügelsittich zahlreich und weitverbreitet. Der Magdalenasittich ist sehr selten und aufgrund der Entwaldung seines Lebensraums stark gefährdet. Vom panamaischen Azuero-Sittich existieren vermutlich weniger als 2000 Exemplare. Der Jaraquiel-Sittich wurde seit 1949 nicht mehr nachgewiesen und gilt als vermutlich ausgestorben.